# Воскресіння Лазаря (Фландес)
«Воскресіння Лазаря» (ісп. Resurrección de Lázaro) — картина іспанського живописця Хуана Фландеса. Створена приблизно у 1514—1519 роках. Зберігається у Музеї Прадо в Мадриді.

## Опис
Разом з творами «Моління про чашу», «Вознесіння Господнє» і «Сходження Святого Духа», що зберігаються в музеї Прадо, а також чотирма іншими картинами вівтарного циклу, що знаходяться в Національній художній галереї у Вашингтоні, ця живописна робота була частиною композиції вівтарного образу головного престолу церкви Св. Лазаря в Паленсії. 
Полотно зображує воскресіння Лазаря, який встає зі своєї гробниця за покликом Ісуса Христа, замість очей у нього чорні перлини, а його руки спирається на надгробок. Хоча в Євангеліє згадується, що сестра Лазаря Марта була присутня на цій події (від Івана 11:38-44), зображена на картині жіноча фігура дивовижно схожа на Марію Магдалина у творі того ж художника «Розп'яття Христа», що зберігається в Прадо. Її обличчя і обличчя Ісуса Христа пройняті ніжністю і сумом, на противагу обличчям роззяв, які стали свідками чуда, що сталося, спостерігаючи за тим, що відбувається крізь круглу арку напівзруйнованої стіни.